# Katholieke Kerk in Ivoorkust

Ivoorkust

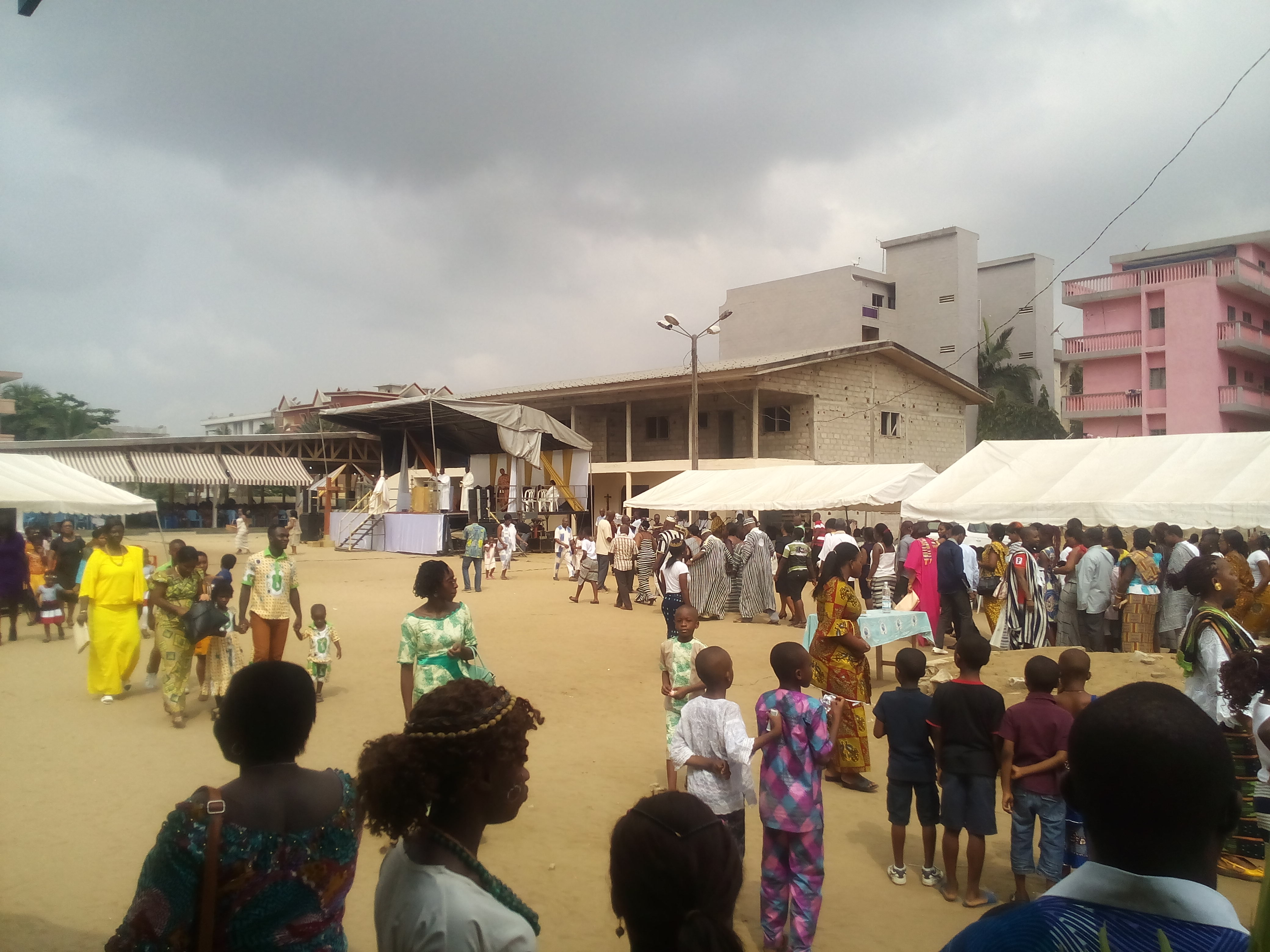
Mis met dans in openlucht

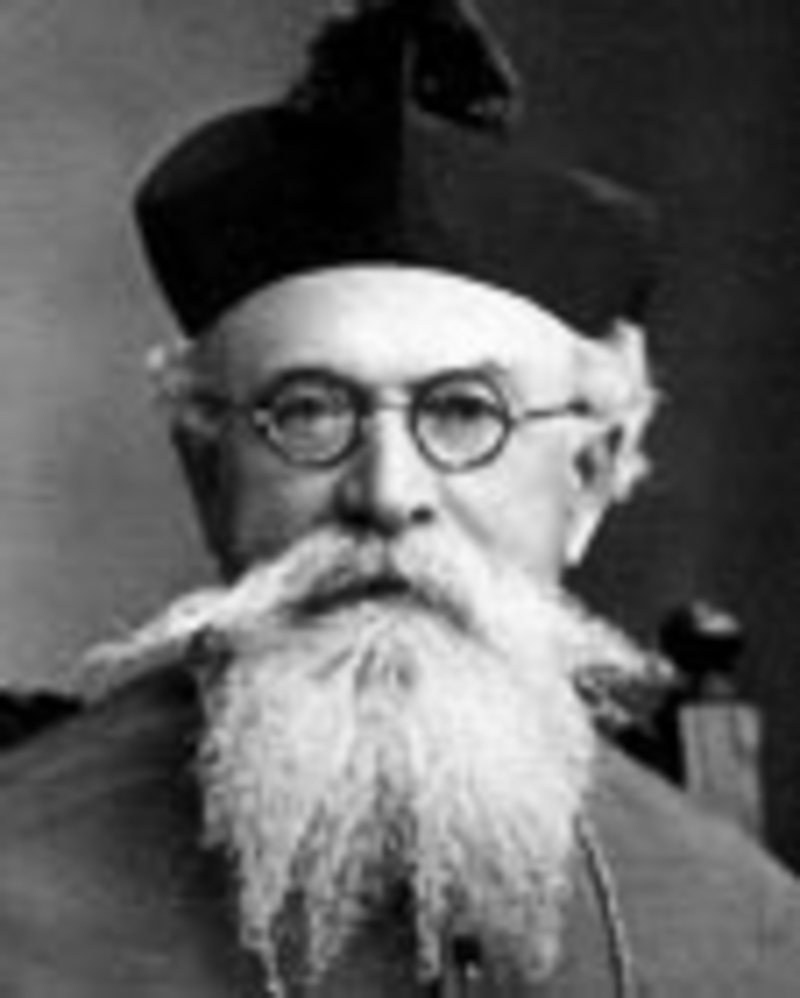
Alphonse Kirmann, SMA, missiebisschop in Daloa

De Katholieke Kerk in Ivoorkust maakt deel uit van de wereldwijde Katholieke Kerk, onder het geestelijk leiderschap van de paus en de curie in Rome.
In 2005 waren ongeveer 2.717.000 (16,5%) inwoners van Ivoorkust katholiek. De katholieke evangelisatie van Ivoorkust begon pas in 1895. Daarvoor waren er al missieposten langs de kust gesticht, maar zonder blijvend succes. De Katholieke Kerk heeft in Ivoorkust een vrij grote maatschappelijke invloed, daar het grootste deel van de elite katholiek is.
Ivoorkust bestaat uit 15 bisdommen, waaronder vier aartsbisdommen, verdeeld over vier kerkprovincies. De bisschoppen zijn lid van de bisschoppenconferentie van Ivoorkust. President van de bisschoppenconferentie is Joseph Aké Yapo, aartsbisschop van Gagnoa. Verder is men lid van de Conférences Episcopales Régionale de l’Afrique de l’Ouest Francophone en de Symposium des Conférences Episcoaples d’Afrique et de Madagascar.
Apostolisch nuntius voor Ivoorkust is aartsbisschop Mauricio Rueda Beltz.
Het land heeft een kardinaal, Jean-Pierre Kutwa, aartsbisschop van Abidjan.
De Basilique Notre-Dame de la Paix in Yamoussoukro is de grootste kerk ter wereld.

## Geschiedenis
Een eerste katholieke missiepost werd gesticht in 1637 langs de kust in Assinie door Franse kapucijnen. In 1844 werden er nieuwe missieposten gesticht in Assinie en Grand-Bassam, in het bijzonder voor uit Amerika teruggekeerde, bevrijde slaven. Deze initiatieven strandden door tropische ziekten onder de missionarissen.
In 1895 nodigde gouverneur Louis-Gustave Binger de Sociëteit voor Afrikaanse Missiën uit om naar Ivoorkust te komen. Binger was weliswaar een Franse protestant, maar hij wantrouwde protestantse zendelingen omdat die voor de Engelsen of Duitsers zouden kunnen werken. De evangelisatie verliep aanvankelijk traag en stootte op gelatenheid bij de zwarte bevolking. In 1934 werd een eerste inlandse priester gewijd. Toch waren er nog maar 15 zwarte Ivoriaanse priesters in 1956. In 1960 werd Bernard Yago als eerste zwarte bisschop gewijd en geleidelijk aan werden alle bisschopsposten ingevuld door zwarte priesters.

## Bisdommen

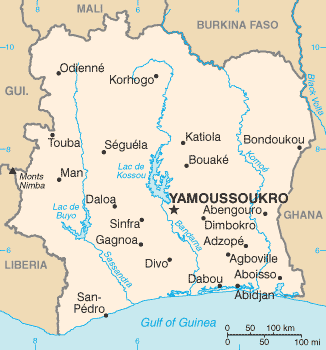
Ivoorkust

| - Aartsbisdom - Bisdom |

- Abidjan
  - Agboville
  - Grand-Bassam
  - Yopougon
- Bouaké
  - Abengourou
  - Bondoukou
  - Yamoussoukro
- Gagnoa
  - Daloa
  - Man
  - San Pedro-en-Côte d'Ivoire
- Korhogo
  - Katiola
  - Odienné

## Nuntius
- Apostolisch pro-nuntius
  - Aartsbisschop Giovanni Mariani (1972 – 17 oktober 1973)
  - Aartsbisschop Bruno Wüstenberg (19 december 1973 – 17 januari 1979)
- Apostolisch nuntius
  - Aartsbisschop Justo Mullor García (22 maart 1979 – 3 mei 1985)
  - Aartsbisschop Antonio Mattiazzo (16 november 1985 – 5 juli 1989)
  - Aartsbisschop Janusz Bolonek (25 september 1989 – 23 januari 1995)
  - Aartsbisschop Luigi Ventura (25 maart 1995 – 25 maart 1999)
  - Aartsbisschop Mario Zenari (12 juli 1999 – 10 mei 2004)
  - Aartsbisschop Mario Roberto Cassari (31 juli 2004 – 14 februari 2008)
  - Aartsbisschop Ambrose Madtha (8 mei 2008 – 8 december 2012)
  - Aartsbisschop Joseph Spiteri (1 oktober 2013 - 7 maart 2018)
  - Aartsbisschop Ante Jozić (2 februari 2019 - 28 oktober 2019)
  - Aartsbisschop Paolo Borgia (28 oktober 2019 - 24 september 2022)
  - Aartsbisschop Mauricio Rueda Beltz (sinds 16 juni 2023)